# Bertille de Chelles
Pour les articles homonymes, voir Bertille.
Bertille ou Bertille de Chelles ou sainte Bertille, née au pays de Soissons (Aisne); morte à Chelles (Seine-et-Marne) vers 705 ou 710, est une sainte chrétienne, fêtée le 6 novembre,.   

## Histoire et tradition
Bertille, issue d'une illustre famille, était moniale à l'abbaye de Jouarre depuis une dizaine d'années, quand la reine Bathilde, régente et veuve du roi Clovis II, la mit à la tête du monastère qu'elle fondait à Chelles entre 657 et 660, près de la Marne, dans le diocèse de Paris. 
Peu de temps après, vers 665, Bathilde s'y enferma pour le reste de sa vie. Bertille lui survécut une trentaine d'années, et fut abbesse de Chelles jusqu'à sa mort.